# Агапов, Денис Викторович
Денис Викторович Агапов (укр. Денис Вікторович Агапов; род. 9 июля 1983, Симферополь) — украинский и российский бейсболист, преподаватель, тренер. Кандидат педагогических наук. Мастер спорта по бейсболу. Президент Федерации софтбола Республики Крым. Выступал за сборную Украины по бейсболу.

## Карьера бейсболиста
Родился 9 июля 1983 года в Симферополе.
В качестве бейсболиста выступал на позиции инфилдера.
В 1997 году в составе бейсбольной команды «Университет», составленной из игроков Симферопольского государственного университета (с 1999 — Таврический национальный университет), стал победителем Первого дивизиона Украины. С 1999 по 2013 год команда выступала Высшей лиге Украины (с перерывом). Вместе с командой Таврического национального университета, которая выступала под разными названиями, Агапов пять раз становился серебряным и однажды бронзовым призёром турнира. Кроме того, дважды доходил до финала Кубка Украины.
В составе сборной Крыма дважды становился серебряным призёром Всеукраинских летних спортивных игр 2003 и 2007 годов.
Приглашался выступать за сборную Украины. Становился чемпионом Европы по группе «Б» в Польше (2004) и Словакии (2008), серебряным призёром чемпионата Европы по группе «Б» в России (2011) и бронзовым призёром чемпионата Европы по группе «Б» в Венгрии (2002). Участвовал в олимпийском квалификационном турнире в Испании (2007) и на чемпионатах Европы в Чехии (2005) и Германии (2010).

## Тренерская карьера
В апреле 2011 года Агапов вместе с Анатолием Терещенко создали на базе ТНУ софтбольную команду «Гелиос-ТНУ», где Агапов занял тренерскую позицию. Команда выступала в чемпионате Украины, сумев занять четвёртое место.
В 2012 году скончался тренер «ТНУ-Тигров» Анатолий Терещенко. Новым тренером стал Денис Агапов, ранее имевший тренерский опыт в детской команде «тигров». Под руководством Агапова симферопольцы заняли последнее четвёртое место в чемпионате Украины. В следующем году Агапова на должности тренера сменил Анатолий Королёв. Кроме тренерского поста в «ТНУ-Тигры» в 2012 году, Агапов являлся одним из тренеров в молодёжной сборной Украины, которая завоевала серебряные медали первенства Европы в Чехии.
На третей летней Спартакиаде молодёжи России 2014 года, прошедшей в Крымске, женская сборная Крыма под руководством Дениса Агапова заняла четвёртое место.
21 декабря 2015 года была создана Федерация софтбола Республики Крым, президентом которой тогда же был избран Агапов.
Является тренером команды «Гелиос-КФУ».

## Преподавательская деятельность
Являлся преподавателем Таврического национального университета. Кандидат педагогических наук. После аннексии Крыма Россией ТНУ был реорганизован в Таврическую академию Крымского федерального университета, где Агапов продолжил преподавательскую деятельность. Является доцентом кафедры спортивных игр и гимнастики факультета физической культуры и спорта ТА КФУ.

## Достижения
- Серебряный призёр чемпионата Украины по бейсболу (5): 2001, 2007, 2008, 2009, 2010
- Бронзовый призёр чемпионата Украины по бейсболу: 2011
- Финалист Кубка Украины по бейсболу (2): 2008, 2009